# Agabus serricornis
Agabus serricornis är en skalbaggsart som först beskrevs av Gustaf von Paykull 1799.  Agabus serricornis ingår i släktet Agabus och familjen dykare. Arten är reproducerande i Sverige. Inga underarter finns listade i Catalogue of Life.

## Bildgalleri

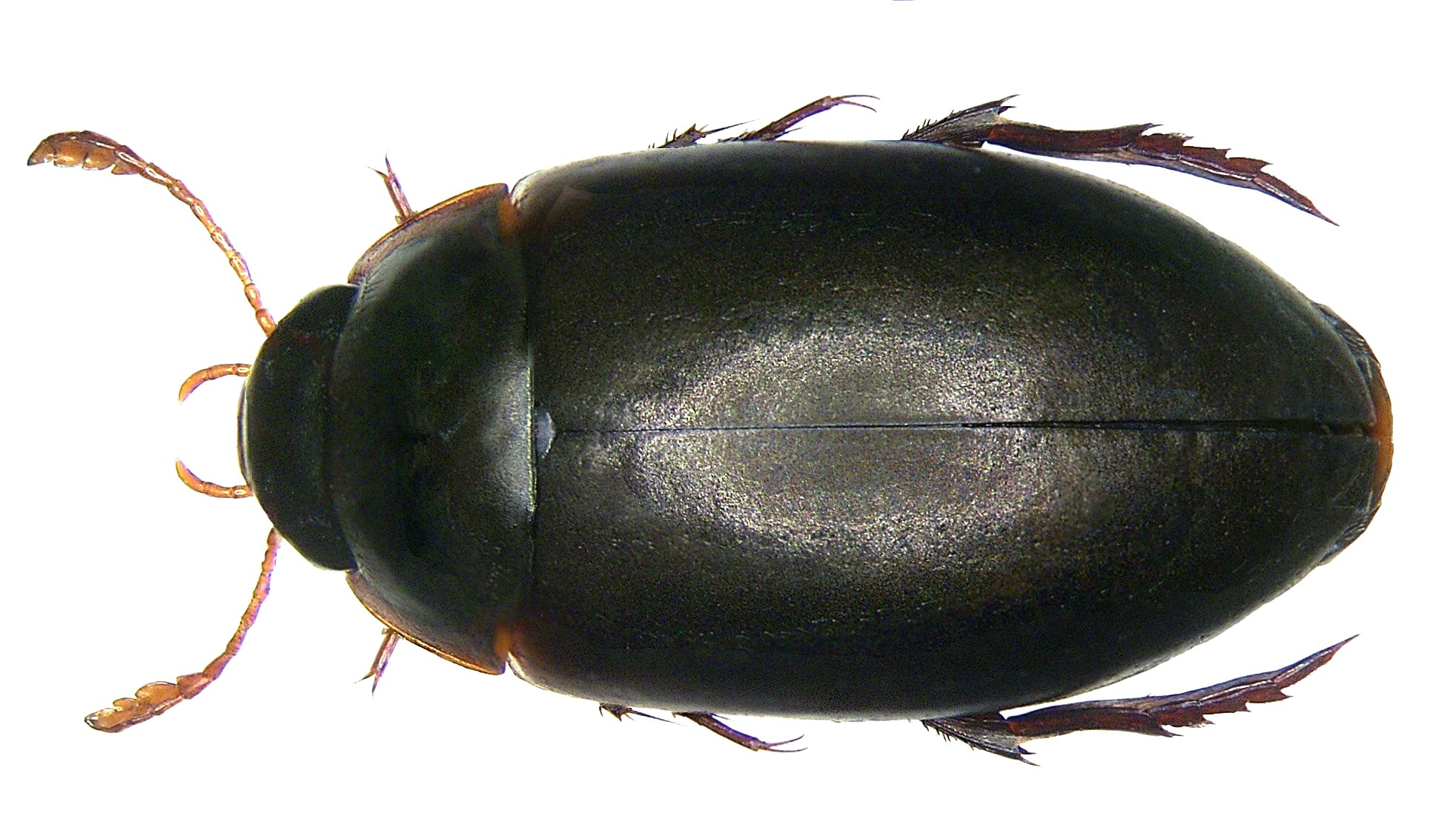
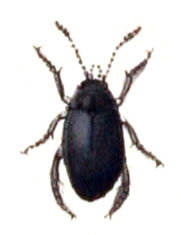